# Stadtbibliothek Nordhausen

Logo der Stadtbibliothek seit 2014

Die Stadtbibliothek Nordhausen ist eine öffentliche Bibliothek in Trägerschaft der Stadt Nordhausen in Thüringen und dient als Informations-, Kultur- und Bildungszentrum. Sie ist nach dem Nordhäuser Schriftsteller Rudolf Hagelstange benannt und befindet sich im 2014 eingeweihten „Bürgerhaus“.
2024 wurde die Stadtbibliothek Nordhausen „Rudolf Hagelstange“ zur Bibliothek des Jahres gekürt.

## Geschichte
Am 10. Februar 1877 wurde die Volksbibliothek Nordhausen durch Vereine und Bürger der Stadt gegründet. Eine Spende der Jacob-Plaut-Stiftung im Jahr 1905 ermöglichte eine Erweiterung. 1906 wurde die Bibliothek in das städtische Museum am Friedrich-Wilhelm-Platz verlegt, wo sie am 18. Februar 1907 wieder eröffnete. Sie erhielt den Namen Jacob-Plaut-Volksbücherei, den sie bis 1933 behielt. Mit dem Jahr 1934 brach für die Einrichtung eine beispiellose ambulante Existenz an, die bis 1952 anhielt. Das Gebäude am Friedrich-Wilhelm-Platz wurde wieder für schulische Zwecke benötigt und die Bibliothek zog in die Ritterstraße 3 um. Die nächsten Jahre brachten weitere Umzüge mit sich. Mit Beginn des Zweiten Weltkrieges wurde die Bibliothek geschlossen und die Bücher im Alten Rathaus eingelagert. Im November 1939 wurde sie jedoch auf Veranlassung des zuständigen Ministeriums im „Rosenthal’schen Haus“ wieder eröffnet; das Haus wurde bei den Luftangriffen auf Nordhausen im April 1945 komplett zerstört, nahezu alle 9000 Bücher gingen verloren.
1952 wurde die Bücherei wieder im Alten Rathaus eröffnet, 1978 erfolgte der Umzug in die Villa der Wilhelm-Nebelung-Straße. Ab 1990 begannen durch die Bereitstellung von Fördermitteln umfangreiche Rekonstruktions- und Umbauarbeiten im und am Gebäude. Die Bibliothek musste deshalb vorübergehend ins ehemalige Stadthaus umziehen. Am 25. April 1992 eröffnete die Einrichtung wieder als Stadtbibliothek „Rudolf Hagelstange“. 1998 erfolgte der Umzug der Kinder- und Jugendbibliothek aus der Flohburg.
Am 12. Dezember 2007 beschloss der Nordhäuser Stadtrat den Bau eines Mehrzweckgebäudes am Standort der einstigen Marktkirche St. Nikolai. Der Bau begann Mitte 2011 unter dem Projekttitel „Kulturbibliothek“; am 30. August 2014 eröffnete die Stadtbibliothek im „Bürgerhaus“ und verfügt über eine Publikumsfläche von rund 1500 Quadratmetern.

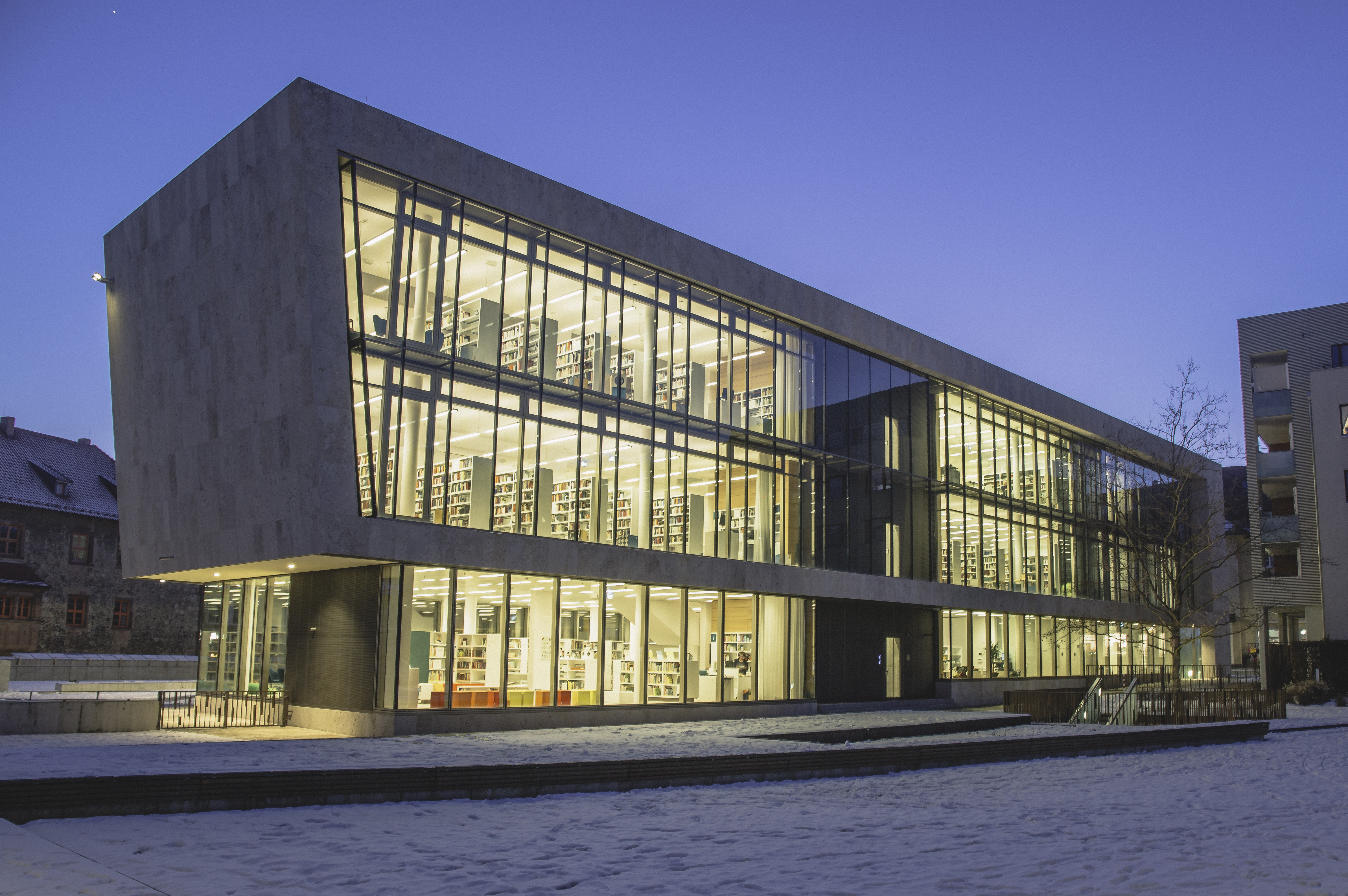
Die Nordfassade in der Abendansicht (2017)

2013 wurde der Förderverein „Nicolai in foro e. V.“ von Nordhäuser Bürgern gegründet; dieser hat sich zur Aufgabe gemacht, die Bibliothek zu fördern, deren Literaturangebot zu verbessern und Veranstaltungen zu unterstützen.
Im Oktober 2016 wurde das „Quartier am Kornmarkt und Bürgerhaus“ mit dem Thüringer Bibliothekspreis ausgezeichnet.
2017 zählte die Bibliothek 85.409 Besucher, 5.543 „aktive Benutzer“ und 127.094 Entleihungen.

## Frühere Namen der Bibliothek
- Nordhäuser Volksbibliothek (1877–1907)
- Jacob-Plaut-Volksbücherei (1907–1933)
- Städtische Volksbibliothek Nordhausen (1933–1955)
- Stadt- und Kreisbibliothek Nordhausen (1955–1992)

## Statistik

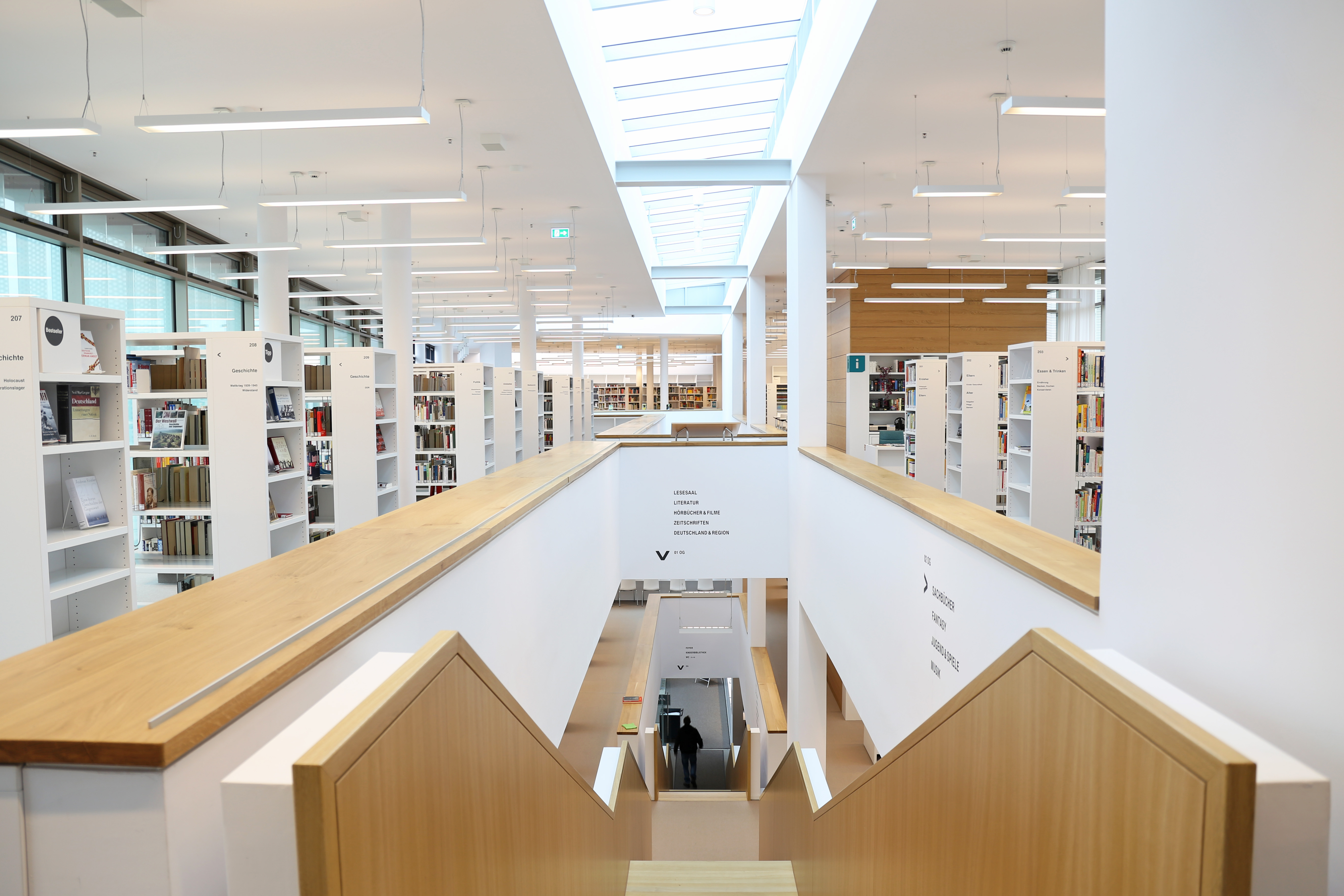
Zweites Obergeschoss in der Stadtbibliothek (2016)

Die Stadtbibliothek Nordhausen hat einen Gesamtmedienbestand von 68.536 Medieneinheiten (31. Dezember 2022).
| Benutzer           | 2022   |
| ------------------ | ------ |
| Besucher           | 71.156 |
| Aktive Nutzer      | 4.802  |
| Angemeldete Nutzer | 9.385  |
| Neuanmeldungen     | 798    |
| Veranstaltungen    | 281    |

| Ausleihen und Medienangebot   |              | 2022    |
| ----------------------------- | ------------ | ------- |
| Ausleihen                     |              | 113.304 |
| Printmedien                   |              |         |
|                               | Bestand      | 57.439  |
|                               | Entleihungen | 69.156  |
| Non-Prints                    |              |         |
|                               | Bestand      | 11.097  |
|                               | Entleihungen | 23.004  |
| E-Medien                      |              |         |
|                               | Bestand      | 126.154 |
|                               | Entleihungen | 21.144  |
| Physische Medien              |              |         |
|                               | Bestand      | 68.536  |
|                               | Entleihungen | 92.160  |
| Zeitschriften-Abos Print      |              | 73      |
| Zeitschriften-Abos elek. Form |              | 55      |
| Zugang an Medieneinheiten     |              | 3.288   |
| Nehmende Fernleihe            |              | 242     |
| Gebende Fernleihe             |              | 85      |

Die Bibliothek ist Mitglied des GBV und in der Onleihe; über den Verbund Thüringer Onlinebibliothek ThueBIBnet haben Nutzer Zugang zu 126.154 Medien zum Herunterladen (31. Dezember 2022).
Sondersammelgebiete der Bibliothek sind die Regionalgeschichte zu Nordhausen und Umgebung, zum ehemaligen Konzentrationslager Dora-Mittelbau und Werke des Schriftstellers Rudolf Hagelstange.